# DDR-Meisterschaften im Feldfaustball 1976
Die DDR-Meisterschaften im Feldfaustball 1976 waren die 27. Austragung der Meisterschaften im Faustball auf dem Feld in der DDR im Jahre 1976.
Die Finalturniere bestritten die jeweils vier besten Mannschaften der Damen- und Herrenkonkurrenz am 18. September in Tangermünde.

## Frauen
Abschlusstabelle nach der Hauptrunde:
| Platz | Mannschaft                 | Punkte | Siege | Remis | Niederlagen | Bälle   | Vorgabezähler |
| 1.    | Chemie Weißwasser          | 25:3   | 12    | 1     | 1           | 476:266 | 3             |
| 2.    | SpG Görlitz (M)            | 25:3   | 12    | 1     | 1           | 461:283 | 2             |
| 3.    | ISG Hirschfelde            | 19:9   | 9     | 1     | 4           | 387:339 | 1             |
| 4.    | Pentacon Dresden           | 15:13  | 7     | 1     | 6           | 362:342 | 0             |
| 5.    | Lokomotive Schleife (N)    | 11:17  | 5     | 1     | 8           | 292:391 | –             |
| 6.    | Lokomotive Schwerin        | 9:19   | 4     | 1     | 9           | 278:401 | –             |
| 7.    | TSG Berlin-Oberschöneweide | 6:22   | 3     | –     | 11          | 308:363 | –             |
| 8.    | Motor Rathenow (N)         | 2:26   | 1     | –     | 13          | 286:465 | –             |

Aufstiegsrunde: Die Mannschaften der TSG Berlin-Oberschöneweide und Motor Rathenow mussten nach einem neuen Modus nicht direkt absteigen, sondern in einer Qualifikationsrunde um Plätze in der kommenden Oberligasaison spielen. Dabei wurde in zwei Staffeln gespielt, deren zwei bestplatzierte Mannschaften in Überkreuzvergleichen die beiden Aufsteiger oder Nichtabsteiger ermittelten. In diesen Aufstiegsspielen, die im Leipziger „Stadion des Friedens“ ausgetragen wurden, qualifizierten sich die TSG Berlin-Oberschöneweide und Aufbau Dissenchen.
Finalturnier:
In der Finalrunde spielten die vier Teilnehmer eine Einfachrunde Jeder gegen Jeden.
| SG Görlitz        | – | Chemie Weißwasser | 23:20 (14:10) |
| ISG Hirschfelde   | – | Pentacon Dresden  | 22:19 (13:8)  |
| SG Görlitz        | – | ISG Hirschfelde   | 34:24 (17:13) |
| Chemie Weißwasser | – | Pentacon Dresden  | 25:17 (12:12) |
| SG Görlitz        | – | Pentacon Dresden  | 30:26 (17:12) |
| ISG Hirschfelde   | – | Chemie Weißwasser | 24:20 (11:11) |

Die im dritten Jahr angewendete Regelung der Vorgabezähler hatte am Ende keinen Einfluss auf die Platzierung nach Abschluss des Finalturniers.
Abschlussstand:
| Platz | Mannschaft        | Punkte | VZ | Gesamt | Bälle/Diff. |
| 1.    | SG Görlitz        | 6:0    | 2  | 8:0    | 87:70 +17   |
| 2.    | ISG Hirschfelde   | 4:2    | 1  | 5:2    | 70:73 0-3   |
| 3.    | Chemie Weißwasser | 2:4    | 3  | 5:4    | 65:64 +1    |
| 4.    | Pentacon Dresden  | 0:6    | 0  | 0:6    | 62:77 -15   |

Kader der Mannschaften:
|    | SpG Görlitz: Ursula Bärsch, Karin Richter, Katharina Grüllig, Gisela Götze, Elke Scholz; Margitta Menzel Übungsleiter: Kurt Boeßert |
|    | ISG Hirschfelde: Ute Pfitzner, Hannelore Vietze, Monika Schmidt, Ursula Aust, Sonja Rathmann Übungsleiter: Claus Pfitzner           |
|    | BSG Chemie Weißwasser: Gisela Bursch, Ursula Lisk, Ingrid Klei, Waltraud Steide, Gudrun Thomas Übungsleiter: Walter Wiedemann       |
| 4. | Pentacon Dresden: Helga Reinhardt, Brigitte Pünsch, Christa Uhde, Monika Behner, Gitta Scheithauer Übungsleiter: –                  |

## Männer
Abschlusstabelle nach der Hauptrunde:
| Platz | Mannschaft           | Punkte        | Siege         | Remis         | Niederlagen   | Bälle         | Vorgabezähler |
| 1.    | Chemie Zeitz         | 32:4          | 16            | –             | 2             | 618:444 +174  | 3             |
| 2.    | Lok Dresden          | 32:4          | 15            | 2             | 1             | 579:433 +146  | 2             |
| 3.    | Plasttechnik Greiz   | 26:10         | 13            | –             | 5             | 606:482       | 1             |
| 4.    | ISG Hirschfelde (M)  | 22:14         | 11            | –             | 7             | 547:494       | 0             |
| 5.    | Motor Schleusingen   | 21:15         | 8             | 5             | 5             | 544:484       | –             |
| 6.    | Einheit Halle        | 15:21         | 6             | 3             | 9             | 508:496       | –             |
| 7.    | Traktor Bachfeld (N) | 14:22         | 7             | –             | 11            | 488:510       | –             |
| 8.    | Fortschritt Glauchau | 13:23         | 6             | 1             | 11            | 462:568       | –             |
| 9.    | SpG Görlitz          | 3:33          | 1             | 1             | 16            | 424:649       | –             |
| 10.   | Medizin Erfurt       | 2:34          | 1             | –             | 17            | 419:585       | –             |
| 11.   | Einheit Jüterbog (N) | zurückgezogen | zurückgezogen | zurückgezogen | zurückgezogen | zurückgezogen | zurückgezogen |

Absteiger zur Liga waren Medizin Erfurt, die nur eine Saison in der Oberliga bestehen konnten
 und Einheit Jüterbog, die schon vor dem ersten Spieltag zurückzogen. Im Aufstiegsturnier in Heidenau konnten sich die Zweite der ISG Hirschfelde und Motor Zwickau-Süd durchsetzen. Regulär waren die jeweils beiden Erstplatzierten der drei Staffeln qualifiziert. Die Veranstaltung war jedoch von mehreren Absagen berechtigter Mannschaften geprägt, so dass mit Motor Zella-Mehlis sogar eine viertplatzierte Mannschaft eingeladen wurde.
Aufstiegsrunde:
| Platz | Mannschaft                 | Punkte | Siege | Remis | Niederlagen | Bälle       |
| 1.    | ISG Hirschfelde II         | 8:0    | 4     | –     | –           | 166:104 +58 |
| 2.    | Motor Zwickau-Süd          | 6:2    | 3     | –     | 1           | 138:121 +17 |
| 3.    | Mansfeld-Kombinat Benndorf | 2:6    | 1     | –     | 3           | 118:136 -18 |
| 4.    | Empor Tangermünde          | 2:6    | 1     | –     | 3           | 111:139 -28 |
| 5.    | Motor Zella-Mehlis         | 2:6    | 1     | –     | 3           | 128:161 -33 |

Finalturnier:
In der Finalrunde spielten die vier Teilnehmer eine Einfachrunde Jeder gegen Jeden.
| Chemie Zeitz    | – | Lok Dresden        | 31:24 (18:9)  |
| Lok Dresden     | – | ISG Hirschfelde    | 33:22 (22:11) |
| Chemie Zeitz    | – | ISG Hirschfelde    | 34:24 (21:10) |
| Lok Dresden     | – | Plasttechnik Greiz | 32:20 (17:8)  |
| Chemie Zeitz    | – | Plasttechnik Greiz | 27:25 (14:12) |
| ISG Hirschfelde | – | Plasttechnik Greiz | 36:27 (19:14) |

Die auch im dritten Jahr angewendete Regelung der Vorgabezähler hatte am Ende keinen Einfluss auf die Platzierung nach Abschluss des Finalturniers.
Abschlussstand:
| Platz | Mannschaft         | Punkte | VZ | Gesamt | Bälle/Diff. |
| 1.    | Chemie Zeitz       | 6:0    | 3  | 9:0    | 92:73 +19   |
| 2.    | Lok Dresden        | 4:2    | 2  | 6:2    | 89:73 +16   |
| 3.    | ISG Hirschfelde    | 2:4    | 0  | 2:4    | 82:94 -12   |
| 4.    | Plasttechnik Greiz | 0:6    | 1  | 1:6    | 72:95 -23   |

Kader der Mannschaften:
|    | Chemie Zeitz: Wolfgang Ehrlich, Eberhard Gasse, Gunther Knauer, Gerhard Beer, Ulrich Laue; Manfred Meyer Übungsleiter: –                          |
|    | Lokomotive Dresden: Hellmut Pöge, Jochen Bitterlich, Gunter Bernard, Rolf Süß, Volker Kretschmer; Dieter Bernard Übungsleiter: Fredi Bitterlich   |
|    | ISG Hirschfelde: Frank Kothe, Claus Pfitzner, Frieder Steudte, Karl-Heinz Pursche, Gottfried Stelzig, Joachim Lübecke Übungsleiter: Horst Steudte |
| 4. | Plasttechnik Greiz: Hans-Rolf Ott, Wolfgang Kuchenreuther, Wolfgang Steudel, Günter Kehm, Peter Lorenz, Klaus Steudel Übungsleiter: –             |

## Anmerkung
1. 1 2 3 4  Vorgabezähler: Gemäß ihrer Platzierung in der Hauptrunde erhielten die qualifizierten Mannschaften Punkte für die Endrunde. Der Erste erhielt dabei drei Punkte, der Zweitplatzierte zwei, der Dritte noch einen.